# Lorazepam
Lorazepam ist ein Arzneistoff aus der Gruppe der Benzodiazepine. Wie alle Benzodiazepine besitzt es eine anxiolytische (angstlösende), antikonvulsive (epileptische Potentiale unterdrückende), sedierende (beruhigende), hypnotische (schlaffördernde) und muskelrelaxierende (krampflösende, muskelentspannende) Wirkung; in dieser Reihenfolge von stark nach schwach ausgeprägt. Lorazepam hat eine mittellange Halbwertszeit.
Es wird hauptsächlich als Beruhigungsmittel bei Angst- und Panikstörungen eingesetzt, da hierbei die längere Wirkungsdauer erwünscht ist. In der Intensiv- und Notfallmedizin findet Lorazepam Anwendung zum Durchbrechen eines lang andauernden, lebensgefährlichen epileptischen Anfalles (Status epilepticus) sowie zur Prophylaxe epileptischer Anfälle. Ein weiteres Anwendungsgebiet ist die Kurzzeitbehandlung von Schlafstörungen, wenn diese im Zusammenhang mit starken Unruhezuständen stehen. Die Weltgesundheitsorganisation zählt Lorazepam zu den unentbehrlichen Arzneimitteln.

## Geschichte
Lorazepam wurde 1963 von American Home Products (späterer Name Wyeth) patentiert. Es wurde 1972 in der Bundesrepublik Deutschland als Arzneimittel unter dem Namen Tavor  von Wyeth – im Jahr 2010 vom Pharmaunternehmen Pfizer übernommen – auf den Markt gebracht. In der Schweiz und Österreich vertreibt Pfizer das Mittel unter dem Namen Temesta. Zudem gibt es eine Reihe von preisgünstigeren Generika.
Lorazepam gehört zur Gruppe der Tranquillantien, die ihre einstmals dominierende Stellung seit langem verloren haben. Die in Deutschland zu Lasten der GKV verordneten Mengen an Tranquillantien hatten 1983 ein Maximum und gehen seitdem zurück. Es werden zunehmend Neuroleptika und insbesondere Antidepressiva verordnet. 2012 erschien eine Studie, der zufolge die Einnahme von Benzodiazepinen ein erhöhtes Demenzrisiko zur Folge habe. Unter den Tranquillantien steht Lorazepam 2019 mit stabilen Verordnungen an der Spitze, weil es auch zur Therapie manischer und anderer psychotischer Zustände eingesetzt wird.

## Pharmakodynamik
Lorazepam bindet wie fast alle bekannten Benzodiazepine, mit Ausnahme von Clonazepam, am GABAA-Rezeptor an derselben Proteinuntereinheit, der so genannten „Benzodiazepin-Bindungsstelle“ (benzodiazepine binding site). Dort wirkt es als positiv allosterischer Modulator (PAM): durch agonistische Interaktion erhöht es die Bindungsaffinität für den Neurotransmitter γ-Aminobuttersäure (GABA) an den Rezeptor. Die GABA-Wirkung wird somit verstärkt, mit der Folge einer erhöhten Permeabilität des Chlorid-Kanals. Dadurch kommt es zu einer Steigerung des Chlorid-Einstroms und nachgeschaltete Neuronen werden hyperpolarisiert. Abschließend kommt es zu einem neuronalen Kurzschluss des exzitatorisch-postsynaptischen-Membranpotentials (EPSP).
Antagonisieren lässt sich die Lorazepamwirkung durch Antidote wie bspw. Flumazenil. Es verdrängt Benzodiazepine kompetitiv von der Benzodiazepin-Bindungsstelle am GABAA-Rezeptor-Chloridkanal-Komplex, wodurch deren Wirkung aufgehoben wird.

## Pharmakokinetik
Lorazepam wird vom Körper sowohl nach oraler als auch intravenöser oder intramuskulärer Verabreichung schnell und fast vollständig aufgenommen. Die durchschnittlichen Resorptionshalbwertszeiten liegen zwischen 10,8 und 40,4 min bei oraler bzw. 12,1 und 40 min nach intramuskulärer Gabe. Nach intravenöser Injektion tritt die Wirkung bereits nach ein bis zwei Minuten ein. Aus der sofort löslichen oralen Darreichungsform (siehe unten) wird Lorazepam überwiegend nicht über die Mundschleimhaut resorbiert, sondern mit dem Speichel gastrointestinal. Ein möglicher schnellerer Wirkungseintritt ist nicht belegt.
Die Wirkungsdauer hängt von der Dosierung und vom Mageninhalt ab und liegt normalerweise bei 5 bis 9 Stunden. Die Halbwertszeit von Lorazepam bei Patienten mit normaler Leberfunktion beträgt zwischen 11 und 18 Stunden.

## Klinische Angaben

### Anwendungsgebiete
Lorazepam wird verabreicht zur:
- Behandlung von Unruhestörungen (speziell Panikattacken)
- Kurzzeitbehandlung von Schlafstörungen, besonders wenn diese mit starken Unruhezuständen verbunden sind (psychischer oder körperlicher Ursache)
- Behandlung von Symptomen verbunden mit Alkoholentzug und Opioidentzug
- Langzeitbehandlung von sonst resistenten Formen der Epilepsie sowie generelle Akutbehandlung
- intensiven Therapie des Status epilepticus
- intensiven Therapie von katatonen Zuständen alleine/oder mit Neuroleptika
- Behandlung eines akuten Deliriums, teilweise zusammen mit Neuroleptika
- unterstützenden Therapie bei Unwohlsein/Erbrechen, häufig in Verbindung mit einer Krebs-Chemotherapie, gewöhnlich zusammen mit Firstline-Antiemetika wie 5-HT3-Antagonisten
- unterstützenden Therapie gegen Übelkeit mit regelmäßigem Erbrechen und als eine Vormedikation,
- Erleichterung unangenehmer Eingriffe wie bei der Endoskopie und Oralchirurgie
- Steigerung der Wirkung des Hauptanästhesiemedikamentes
- Prämedikation vor chirurgischen Eingriffen[13]
- Erreichung einer anterograden Amnesie für den Zeitraum des Eingriffes
- unterstützenden Behandlung bei neuropathischen Schmerzen oder anderen starken Schmerzzuständen
- Behandlung des seltenen Stiff-man-Syndroms (in Kombination mit einem Immunsuppressivum)

### Kontraindikationen
Lorazepam ist bei Überempfindlichkeit gegen den Wirkstoff oder gegen andere Benzodiazepine, Myasthenia gravis, akuter Vergiftung mit Alkohol, Schlafmitteln, Schmerzmitteln und Psychopharmaka, Schock, Koma, Kollapszuständen, und bei Kindern unter zwölf Jahren nicht zu nehmen. Besondere Vorsicht ist geboten bei schwerer respiratorischer Insuffizienz, Schlafapnoesyndrom, schwerer Leber- oder Niereninsuffizienz sowie Medikamenten-, Alkohol- und Drogenabhängigkeit, besonders bei Substanzen, die auf den GABA-Rezeptor einwirken (Alkohol, Benzodiazepine, Barbiturate). Bei Personen unter 18 Jahren ist der Wirkstoff nur bei dringender Notwendigkeit zugelassen, wobei generell eine Dosisreduktion vorgenommen wird.
Lorazepam kann eine bestehende Depression verstärken. Es kann bei über 65-Jährigen zu paradoxem Verhalten kommen, das in Ambivalenz zur gewünschten Wirkung steht. Hierzu zählen Aggressivität, Wut und Verwirrtheit.

### Dosierung, Art und Dauer der Anwendung
Die mittlere Tagesdosis beträgt 0,5 mg bis 3 mg.
Katatonie mit der Unfähigkeit zu sprechen spricht auf Lorazepam oral oder langsam intravenös injiziert an. Die Katatonie kann wiederkehren und eine Behandlung über einige Tage kann notwendig sein. Mitunter wird ein Neuroleptikum begleitend verabreicht.
Die Kontrolle eines Status epilepticus benötigt langsame intravenöse Injektionen unter Berücksichtigung des eventuellen Auftretens von Atemnot (Hypoventilation) und niedrigem Blutdruck (Hypotonie).
In jedem Fall muss die Dosierung individuell erfolgen, speziell bei älteren und geschwächten Patienten, bei denen die Gefahr größer ist, den Patienten zu stark zu sedieren. Die Sicherheit und Effektivität von Lorazepam bei Personen unter 18 Jahren ist nicht gut erforscht, es wird jedoch benutzt, um aufeinanderfolgende Krampfanfälle zu behandeln. Bei höheren Dosierungen (bevorzugterweise intravenös) ist der Patient häufig nicht in der Lage, sich an unschöne Ereignisse (anterograde Amnesie) wie therapeutische Eingriffe (Endoskopien usw.) zu erinnern. Dieser Effekt ist erwünscht.
In der Palliativmedizin, v. a. zum Einsatz im Hospizdienst, kann Lorazepam zur Anxiolyse (Angstlösung), abschirmenden Sedierung und Entspannung verabreicht werden.

### Anwendung in der Schwangerschaft und Stillzeit
Es gibt klare Hinweise für auf Benzodiazepine zurückzuführende Risiken auf den menschlichen Fötus, was die Anwendung in der Schwangerschaft auf absolute Notwendigkeit einschränkt. Nahe dem Geburtszeitpunkt verabreicht, kann Lorazepam beim Säugling Entzugserscheinungen auslösen.

### Unerwünschte Wirkungen
Lorazepam kann, wie alle Benzodiazepine, psychisch und/oder physisch abhängig machen. Schwerste Entzugserscheinungen, ähnlich im Auftreten wie diejenigen von Alkohol, Barbituraten und anderen Benzodiazepinen wurden nach abruptem Absetzen nach längerer Einnahme beobachtet. Deshalb ist eine schrittweise Absetzung (Ausschleichen) über einen Zeitraum von Wochen oder Monaten, abhängig von der Zeit, in der es eingenommen wurde, sowie der Dosierung, unbedingt notwendig.
Eine Langzeittherapie kann zu kognitiven Defiziten führen, die nach behutsamem Absetzen jedoch reversibel sind. Mögliche kognitive Beeinträchtigungen umfassen Verwirrtheit, Depression, doppeltes Sehen, Halluzinationen, Schwindel, Bewegungsstörungen, unkoordinierte Bewegungen, Muskelkrämpfe, Ruhelosigkeit, Tremor und Müdigkeit.
In einigen Fällen können Benzodiazepine paradoxe Effekte auslösen, wie gesteigerten Antrieb und Aggression. Einige Mediziner denken, diese Effekte könnten durch eine Enthemmung ausgelöst werden und deshalb bei Patienten, die aufgrund von vorher existierenden Persönlichkeitsstörungen möglicherweise unter dem Durchschnitt der Enthemmung liegen, häufiger auftreten. Paradoxe Effekte werden besonders häufig während einer Anwendung bei Manie und Schizophrenie beobachtet.
Nach abruptem Absetzen oder zu schnellem Ausschleichen treten häufig die gleichen Effekte (Angst, Panikattacken, teilweise schwere epileptische Anfälle – jedoch deutlich ausgeprägter) wie vor Beginn der Einnahme auf, teilweise auch verstärkt, was wieder zu behandlungsbedürftigen Situationen führt.
Lorazepam kann schwer absehbare Restwirkungen wie Müdigkeit, vermindertes Reaktionsvermögen, Schwindelgefühle und niedrigen Blutdruck haben, die innerhalb von zwölf Stunden noch zu deutlichen Einschränkungen im Alltagsleben führen können. Daher sollten die aktive Verkehrsteilnahme, das Bedienen von Maschinen und Arbeiten ohne sicheren Halt nur unter ärztlicher Rücksprache erfolgen.

## Missbrauch
Lorazepam hat wie andere Benzodiazepine ein erhebliches Suchtpotenzial und wird auch im Rahmen von Polytoxikomanie in Kombination mit anderen Drogen konsumiert, um deren Wirkung verstärkend oder abschwächend zu modifizieren oder als Selbstmedikation der Begleiterscheinungen des Drogenmissbrauchs. Der Mischkonsum mit Alkohol und Opioiden kann durch massive Sedierung zu einer lebensgefährlichen Hypoventilation bis hin zum Atemstillstand führen.

## Verordnungsfähigkeit und rechtlicher Status
Lorazepam ist in Deutschland betäubungsmittelrechtlich geregelt. Lediglich Zubereitungen, die ohne einen weiteren Stoff der Anlagen I bis III zum BtMG je abgeteilte Form bis zu 2,5 mg Lorazepam enthalten, erfordern nur ein einfaches Rezept, jedoch kein Betäubungsmittelrezept.

## Synthese
Die Synthese wird in der Literatur beschrieben.

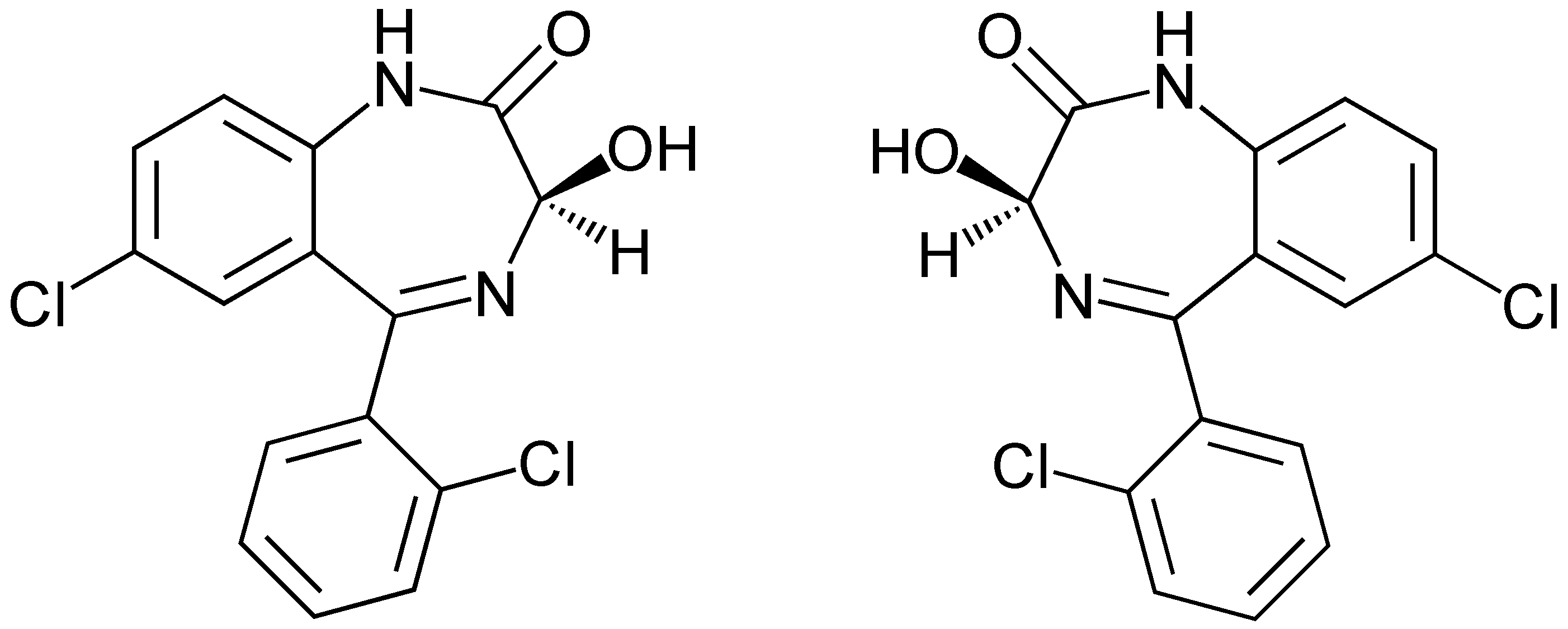
(R)-Form (links) und (S)-Form (rechts)

## Stereoisomerie
Lorazepam ist ein chiraler Arzneistoff mit einem Stereozentrum und wird als Racemat, also als 1:1-Mischung der spiegelbildlichen (R)- und der (S)-Form, arzneilich verwendet. In der Regel besitzen Enantiomere unterschiedliche pharmakokinetische und pharmakologische Eigenschaften; dies ist bei Lorazepam jedoch nicht relevant, da in wässriger Lösung sehr schnell Racemisierung eintritt, die Anwendung eines reinen Enantiomers also nicht möglich ist. Das R-Enantiomer weist eine stärkere pharmakologische Wirkung als das S-Enantiomer auf. R-Lorazepam ist etwa viermal potenter als S-Lorazepam.

## Handelsnamen und Darreichungsformen
Tavor/Tavor Expidet (D), TavorTaps (D) Tolid (D), Ativan (USA, GB), Lorazepam Neuraxpharm (D), Lorazepam dura (D), Merlit (A), Temesta (CH, AT, L, B), Temesta Expidet (CH) und diverse andere Generika. Lorazepam als Fertigarzneimittel liegt als gewöhnliche Tablette, Schmelztablette, oder Injektionslösung vor.
Die Schmelztabletten (auch „Plättchen“, „Tafeln“, oder „Expidet“) eignen sich unter anderem für Patienten, die unzureichend schlucken können, sowie für Anwendungen in der Notfallmedizin. Diese Darreichungsform zerfällt nach der Einnahme sofort im Mund. Die Sofortlöslichkeit verhindert auch bei nicht-kooperativen Patienten ein Zurückhalten im Mund. Die Resorptionsdaten wurden bereits in den 80er Jahren erhoben. Zur bukkalen Resorption nach Gabe der Expidet-Formulierung gibt es unterschiedliche Angaben, wonach der Wirkstoff entweder überwiegend gastrointestinal mit dem geschluckten Speichel, in dem der Wirkstoff gelöst ist, aufgenommen wird oder auch direkt über die Mundschleimhaut. Untersuchungen an Gesunden ergaben Hinweise auf durchschnittlich rasche Resorption aus der Expidet-Form, wobei beträchtliche interindividuelle Unterschiede auftraten.
Die Injektionslösung (i. v. oder intramuskulär) wird meist zur Durchbrechung eines Status Epilepticus oder einer akuten besonders starken Angst- oder Erregungssymptomatik angewendet.